# Kogălniceanu - Gura Ialomiței
Kogălniceanu - Gura Ialomiței este o zonă protejată (arie de protecție specială avifaunistică - sit SPA) situată în partea sud-estică a României, pe teritoriul județului Ialomița.

## Localizare
Aria naturală se întinde în extremitatea nord-estică a județului Ialomița, pe teritoriile administrative ale comunelor: Giurgeni, Mihail Kogălniceanu, Platonești, Vlădeni și pe cel al orașului Țăndărei. Situl este străbătut de drumurile naționale DN2A și DN3B

## Înființare
Situl Kogălniceanu - Gura Ialomiței (cu o suprafață de 7.087,6 ha.) a fost declarat arie de protecție specială avifaunistică prin Hotărârea  de Guvern nr. 971 din 5 octombrie 2011 (pentru modificarea și completarea Hotărârii Guvernului nr. 1.284/2007 privind declararea ariilor de protecție specială avifaunistică ca parte integrantă a rețelei ecologice europene Natura 2000 în România).

## Biodiversitate
Încadrat în bioregiunea geografică stepică a Câmpiei Bărăganului (subunitate geomorfologică a Câmpiei Române), situl dispune de două tipuri de habitate naturale: Culturi cerealiere extensive (inclusiv culturile de rotație cu dezmiriștire) și Păduri caducifoliate; ce asigură condiții de odihnă, hrănire, cuibărire și reproducere pentru diferite păsări migratoare.
La baza desemnării sitului se află mai multe specii avifaunistice protejate la nivel european prin Directiva 79/409/CEE din 2 aprilie 1979 (privind conservarea păsărilor sălbatice) sau aflate pe lista roșie a IUCN; astfel: gârliță mare (Anser albifrons), fâsă de câmp (Anthus campestris) uliu cu picioare scurte, (Accipiter brevipes), șorecar mare (Buteo rufinus), barză albă (Ciconia ciconia), barză neagră (Ciconia nigra), erete de stuf (Circus aeruginosus), erete vânăt (Circus cyaneus), erete alb (Circus macrourus), erete sur, (Circus pygargus), prundăraș de sărătură (Charadrius alexandrinus), dumbrăveancă (Coracias garrulus), ciocârlie cu degete scurte (Calandrella brachydactyla), ciocănitoare de grădină (Dendrocopos syriacus), ciocănitoare de stejar (Dendrocopos medius), egretă mică (Egretta garzetta), egretă albă (Egretta alba), presură de grădină (Emberiza hortulana), vânturel de seară (Falco vespertinus), șoim de iarnă (Falco columbarius), piciorong (Himantopus himantopus), sitar de mal (Limosa limosa), țigănuș (Plegadis falcinellus), lopătar (Platalea leucorodia), bătăuș (Philomachus pugnax), silvie porumbacă (Sylvia nisoria), fluierar de mlaștină (Tringa glareola) și nagâț (Vanellus vanellus).

## Căi de acces
- Drumul național DN3B, pe ruta: Călărași - Modelu - Unirea - Borcea - Fetești - Făcăeni - Vlădeni - Popasul Chirana (98 km.)
- Drumul național DN2A, pe ruta: Slobozia - Bucu - Ograda - Țăndărei - Popasul Chirana (38 km.)[8]